# Problemski Hotel (film)
Pour plus de détails, voir Fiche technique et Distribution.
Problemski Hotel est un film dramatique belge réalisé par Manu Riche sorti en 2016,.

## Synopsis
Des réfugiés de différents pays se croisent dans un hôtel désaffecté... À Bruxelles, en décembre, l'espoir peut-il renaître de rencontres ? 

## Fiche technique
- Titre : Problemski Hotel
- Réalisation : Manu Riche
- Scénario : Steve Hawes, Manu Riche, d’après le roman de Dimitri Verhulst
- Musique : Harry de Wit, Guy Cabay
- Costumes : Anne-Catherine Kunz
- Producteur : Emmy Oost
- Pays d’origine :  Belgique
- Langue : Anglais, russe, arabe
- Genre : film dramatique
- Dates de sortie :
  -  Belgique : 13 janvier 2016
  -  Pays-Bas : 28 janvier 2016

## Distribution
- Lydia Indjova : Martina
- Gökhan Girginol : Mahsun
- Tarek Halaby : Bipul
- Evgenia Brendes : Lidia
- Pieter Verelst : Wim
- Timour Magomedgadjiev : Zef